# Банди, Сэнди
Сэ́нди Хе́на Ба́нди-мла́дший (англ. Sandy Hena Gbandi Junior; 12 июля 1983, Харбел, Маргиби, Либерия) — либерийский футболист, выступавший на позиции полузащитника.

## Карьера

### Университетский футбол
Семья Банди переехала из Либерии в США, обосновавшись в Хьюстоне, штат Техас, когда Сэнди было шесть лет.
В 2002—2006 годах Банди обучался в Алабамском университете в Бирмингеме по специальности «История» и в 2003—2006 годах играл за университетскую футбольную команду «Ю-эй-би Блейзерс» в Национальной ассоциации студенческого спорта, где провёл 56 матчей, забил 10 мячей и отдал 14 результативных передач.
Старший брат Сэнди — Крис — также был футболистом.

### Клубная карьера
18 января 2007 года на Дополнительном драфте MLS Банди был выбран в первом раунде под общим девятым номером клубом «Даллас». 25 февраля 2007 года клуб подписал с игроком молодёжный контракт. Весь сезон 2007 Банди выступал в лиге резервистов и в конце года «Даллас» не продлил контракт с ним.
В марте 2008 года Банди присоединился к клубу Первого дивизиона ЮСЛ «Пуэрто-Рико Айлендерс». Дебютировал за «Айлендерс» 2 мая 2008 года в матче против «Монреаль Импакт», выйдя на замену в концовке. 16 мая 2008 года в матче против «Портленд Тимберс» забил свой первый гол за «Пуэрто-Рико». В сезоне 2008/09 вместе с клубом дошёл до полуфинала Лиги чемпионов КОНКАКАФ, где «Айландерс» уступили мексиканскому «Крус Асуль» в серии пенальти. В 2010 году помог пуэрториканцам выиграть чемпионат Второго профессионального дивизиона Федерации футбола США, забив по мячу в обоих матчах финала против «Каролины Рэйлхокс».
15 марта 2011 года Банди подписал контракт с клубом Североамериканской футбольной лиги «Эн-эс-си Миннесота Старз». Дебютировал за «Старз» 18 июня 2011 года в матче против «Эдмонтона». По окончании сезона 2011 «Старз» не продлил контракт с Банди.

## Достижения
Командные
 «Пуэрто-Рико Айлендерс»
- Чемпион Второго профессионального дивизиона Федерации футбола США[англ.]: 2010
- Победитель регулярного чемпионата Первого дивизиона ЮСЛ[англ.]: 2008
- Победитель Карибского клубного чемпионата: 2010

 «Эн-эс-си Миннесота Старз»
- Чемпион Североамериканской футбольной лиги: 2011